# Jeevasamadhi
 (décembre 2024).
Jeevasamadhi est un terme sanskrit signifiant que les Siddhas connaissent à l'avance l'heure de leur mort et à ce moment-là installent un samadhi dans le sol et y restent. Entrer vivant dans le samadhi s'appelle Jeevasamadhi. Des temples sont construits et vénérés à ces endroits pour les Siddhars qui sont ainsi inscrits dans la vie. Jeevasamadhi est une ancienne pratique traditionnelle tamoule observée dans d'autres traditions telles que le bouddhisme, le jaïnisme et le christianisme. 

## Glossaire
Il s'appelle Jeevasamadhi, ce qui signifie vivre le samadhi. Korakar Siddhar a atteint Jeevasamadhi à huit endroits. Shiva lingam est inscrit dans les jeevasamadhi de la plupart des Siddhas. Nandi est également placé devant Achivalingam. Plus tard, les adeptes des Siddhas aiment prendre le samadhi sous ce Nandi. Chez le cabot de Kattputtur Narayana Brahmendra, où Narayana Brahmendra est décédé, il y a un samadhi Sisyai de Narayana Brahmendra sous le Nandi juste à côté de lui.

## Jeevasamadhis de dix-huit Siddhas
- Agasthiyar - Thiruvananthapuram
- Konkanar - Tirupati
- Sundaranar - Maduraï
- Karuvurar - Karur
- Thirumool - Chidambaram
- Dhanwandri – Temple de Vaitheeswaran
- Korakar - Poiyour
- Kutambai Siddhar - Mayavaram
- Adhikadar - Thiruvannamalai
- Ramadev - Alagarmalai
- Kamalamuni - Tiruvarur
- Chattamuni - Thiruvarangam
- Vanmeegar - Etikudi
- Nandidevar - Kashi
- Bambatti Siddar - Temple de Shankaran
- Poker - Palani
- Machamuni - Tiruparangunram
- Patanjali-Tirupattur